# Françoise Saudan
Pour les articles homonymes, voir Saudan.
Françoise Saudan, née le 9 novembre 1939 à Lyon et originaire de Martigny, est une personnalité politique suisse. Elle est membre du parti libéral-radical jusqu'à sa démission en avril 2023.

## Biographie
Elle étudie le Droit et obtient un doctorat, puis exerce en tant que gestionnaire.
En 1985, elle est élue au Grand Conseil du canton de Genève et, la même année, devient la présidente du parti radical cantonal. Elle exerce sa présidence jusqu'en 1989 et son mandat d'élue au Conseil jusqu'en 1995. Elle est élue le 4 décembre de cette même année au conseil des États, chambre qu'elle préside de 2000 à 2001,. Elle ne se représente pas aux élections législatives de 2007.
Elle est reconnue pour son opposition à la parité homme-femme dans les milieux politiques, ses positions restrictives sur l'immigration et son soutien à la LDTR (Loi sur les démolitions, transformations et rénovations). En 2006 elle se positionne contre l'adoption de la loi fédérale sur les allocations familiales fédérales de 200 francs suisses, défendant une gestion cantonale plutôt que fédérale de la question, et s'opposant à son financement par les entreprises suisses, car les allocations familiales en suisse sont assujetties à l'institution qui emploie l'un des parents. En 2008, elle devient membre de l'Association genevoise des femmes universitaires.
Le 6 avril 2023, elle fait part de sa démission du parti libéral-radical, étant en désaccord avec les alliances que celui-ci et l'union démocratique du centre nouent avec le mouvement citoyens genevois à l'occasion du second tour des élections genevoises au Conseil d'État.

## Liens
- Ressources relatives à la vie publique :   - Documents diplomatiques suisses 1848-1975
  - Parlement suisse
- Notice dans un dictionnaire ou une encyclopédie généraliste :   - Base de données des élites suisses